# بيتر راتكليف (عسكري بريطاني)
الرائد بيتر راتكليف (بالإنجليزية: Peter Ratcliffe)‏ مؤلف وعضو سابق في القوة الجوية الخاصة.
جاء بيتر راتكليف أصلا من سالفورد من مقاطعة مانشستر الكبرى. كصبي انضم إلى الكتيبة الأولى من فوج المظليين بعدها انضم في نهاية المطاف للقوة الجوية الخاصة. عند الانضمام إلى الفوج تم نشره إلى سرب المشاة د الثامن عشر.
خلال فترة عمله في القوة الجوية الخاصة شارك في عدد من العمليات الحربية بما في ذلك ثورة ظفار في عمان وحرب الفوكلاند وعملية غرانبي في الخليج العربي. خلال حرب الخليج الثانية عام 1991 كان راتكليف هو الرقيب الرائد والناشر ونشر في العراق لتخفيف عن السرب أ (هي من المرات القليلة لمجند يعفى رسميا من التكليف). في وقت لاحق قاد السرب في غارة على موقع الاتصالات المعروف باسم «فيكتور الثاني» وحصل على وسام بسبب عمله.
بصرف النظر عن كتابة الكتب فإن راتكليف نفسه ظهر في الكتب التي كتبها أندي ماكناب وكريس رايان وبيتر 'يوركي' كروسلاند وكاميرون سبينس.

## المؤلفات
- عين العاصفة: 25 عاما في العمل مع القوة الجوية الخاصة
- الكتاب الصغير للقوة الجوية الخاصة